# Taylor Fuchs
Taylor Brett Fuchs (17 de enero de 1987) es un modelo canadiense.
Comenzó su carrera a los 20 años firmando un contrato con la agencia Public Image. En 2007, hizo su debut para las marcas Burberry, Dolce & Gabbana, Fendi, y Lindberg. Durante el mismo tiempo, apareció en las revistas 10 men y GQ.
En 2008, apareció en anuncios de Dolce & Gabbana, Gianfranco Ferré, Benetton y Valentino (junto a Angela Lindvall e Isabeli Fontana). Ese mismo año, desfiló para Missoni, Moschino, Valentino, Lacoste, y John Varvatos. Además, Fuchs desfiló en Bensimon Argentina en 2009. También apareció en una portada de Number, fotografiada por Greg Kadel.
En agosto, firmó con Public Image Worldwide Wilhelmina Models, y fue nombrado lor Forbes uno de los próximos modelos masculinos de 2008. Al año siguiente ya tenía el noveno puesto.